# 井上幸一 (実業家)
井上 幸一（いのうえ こういち、1962年1月23日 ‐ ）は、日本の実業家。株式会社アステティックスジャパン 顧問。
東京国際大学商学部卒業。一般社団法人全国古民家再生協会　専門員、一般社団法人地域観光資源開発推進機構理事長。愛媛県松山市出身。東京都在住。

## 来歴
- 1985年　株式会社アイモクへ入社。
- 1994年　株式会社アイモク 代表取締役社長に就任。
- 1996年　リフォーム事業会社、株式会社ミスタービルド愛媛常務取締役へ就任。
- 1998年　社団法人松山青年会議所理事長。
- 2000年　公益社団法人日本青年会議所愛媛ブロック会長。株式会社アイモクにて古材事業をスタートさせる。
- 2001年　公益社団法人日本青年会議所四国地区協議会会長。
- 2004年　株式会社ミスタービルド愛媛を株式会社ヴィンテージアイモク（現・株式会社アステティックスジャパン）に変更し株式会社アイモクの古材事業を引き継ぐ。同時に代表取締役社長へ就任。
- 2005年　古材事業のFC化を開始し、古材倉庫グループを運営。
- 2006年　松山商工会議所青年部会長。
- 2009年　古民家鑑定士資格事業をスタートさせる。2011年9月時点で、古民家鑑定士数2137人[1]。
- 2011年　グリーン建築推進協議会（現・一般社団法人全国古民家再生協会）を創立。2011年9月時点で、グループの加盟店107店舗[1]。
- 2015年　株式会社ヴィンテージアイモク（現：株式会社アステティックスジャパン）代表取締役社長を退任。
- 2017年　内閣官房歴史的資源を通した観光のまちづくり専門家会議　専門員へ着任。
- 2019年　総務省　地域力創造アドバイザーへ着任。一般社団法人全国古民家再生協会 顧問へ就任
- 2020年　一般社団法人全国古民家再生協会 顧問を退任。専門員へ。
- 2021年　一般社団法人全国空き家アドバイザー協議会 専務理事へ就任。一般社団法人地域観光資源開発推進機構 理事長へ就任。

## 肩書
- 内閣官房歴史的資源を通した観光のまちづくり専門家会議　専門員
- 総務省　地域力創造アドバイザー
- 農林水産省　農泊地域専門家
- 観光庁　広域周遊観光促進専門家
- 一般社団法人古材リユース推進協会　理事長
- 一般社団法人地域観光開発推進機構　理事長
- 一般社団法人全国古民家再生協会　　専門員
- 一般社団法人全国空き家アドバイザー協議会　　専務理事
- 一般社団法人住教育推進機構　　　　専務理事
- 一般社団法人住まい教育推進協会　　顧問
- 古民家ツーリズム推進協議会　　　　事務局長
- 二地域居住促進プロジェクトチーム　会長

## 座右の銘
【知識】ではなく【知恵】を求めよう
【知識】は今を生き抜くことができるが
【知恵】は未来を創造することができる
さあ腕を撒くって　汗をかこう
机の上で考えるのは　似合わない
挑戦出来ることは　【幸せなコト】なのです。

## 主な著書
- 『古材 環境時代の選択』（2010年6月20日、東洋書店）ISBN 4885959225

## メディア
- 経済最前線(NHK)
- ワールドビジネスサテライト(テレビ東京)
- 日経スペシャル ガイアの夜明け さらば！使い捨て「～ 拡大する修理・再生ビジネス ～ 」（2007年7月3日、テレビ東京）[2]。- （株）ヴィンテージアイモクでの古い木材を復活させる“目利き”の極意を取材。
- 経済羅針盤(NHK)
- eco x eco(BSテレビ東京)
- 地球大好き未来便(BS朝日)
- 日経スペシャル カンブリア宮殿 古材で住宅革命！（2011年9月1日、テレビ東京）[1]
- 心ゆさぶれ！先輩ROCK YOU(日本テレビ)
- 未来シアター（日本テレビ）